# 山三保子
山 三保子（やま みほこ、1949年9月7日 - ）は、日本の陸上競技選手である。
1972年ミュンヘンオリンピックで女子走高跳に出場した。 

## 参照資料
1. ↑  “Mihoko Yama Olympic Results”.  Sports Reference LLC. 2020年4月17日時点のオリジナルよりアーカイブ。2017年12月30日閲覧。